# 山本悠翔
山本 悠翔（やまもと ゆうぞう、1997年〈平成9年〉5月17日 - ）は、日本のラグビー選手。

## プロフィール
- 大阪府出身。
- ポジションはウィング(WTB)、フルバック(FB)、ナンバーエイト(No8)。
- 身長 184cm、体重 95kg

## 略歴
大阪府立刀根山高等学校を経て、2017年に筑波大学へ進学した。
2021年、筑波大学卒業後、Honda Heat(現・三重ホンダヒート)に加入。
2024年5月、三重ホンダーヒートを退団。